# بنجامين هاردين هيلم
بنجامين هاردين هيلم هو سياسي أمريكي، ولد في 2 يونيو 1831 في باردستاون في الولايات المتحدة، وتوفي في 21 سبتمبر 1863 في معركة تشيكاماوجا في الولايات المتحدة. انتخب عضو مجلس نواب كنتاكي ‏.